# Verfassung von Fidschi 2013
Fidschis vierte Verfassung, die Verfassung von Fidschi 2013, wurde am 6. September 2013 vom Präsidenten Ratu Epeli Nailatikau in Kraft gesetzt. Sie ist die erste Verfassung die in Fidschi, die rassenbasierte Wählerverzeichnisse und Sitzverteilung sowie Bezirksvertretungen, die nicht gewählte Unterkammer und erbbare Posten abschafft. Sie überträgt die alleinige Gesetzgebungsbefugnis an ein Parlament mit nur einer Kammer und 50 Sitzen, das erstmals nach den allgemeinen Wahlen 2014 zusammentritt. Außerdem gewährt sie zum ersten Mal das Recht auf mehrfache Staatsbürgerschaft (seit 2009 per Dekret in Kraft, nach Aufhebung der Verfassung von 1997) und senkt das Wahlalter auf 18 Jahre.

## Geschichte
Die erste Verfassung Fidschis, die 1970 zum Zeitpunkt der Unabhängigkeit vom Vereinigten Königreich in Kraft trat, enthielt ausgehandelte Bestimmungen, die die politische Vormachtstellung der indigenen Minderheit festschrieben. Als trotz dieser Schutzmaßnahmen eine indisch dominierte Regierung gewählt wurde, kam es 1987 zu einem fidschianischen Staatsstreich, der zu noch strengeren Maßnahmen in der Verfassung von 1990 führte.
Der weit verbreitete indisch-fidschianische Dissens und die Verschiebung der Bevölkerungsanteile hin zu einer indigenen Mehrheit führten zu einem integrativeren Ansatz in der Verfassung von 1997. Es folgten die Wahl des ersten indisch-fidschianischen Premierministers und der gewaltsame, gescheiterte zivile Staatsstreich von 2000. Mit der Verfassung von 2013 erhielten die Indo-Fidschianer einen gleichberechtigten Status im Land.